# Benokovo
Benokovo (del ruso: Беноково) es un seló del raión de Mostovskói del krai de Krasnodar, en el Cáucaso de Rusia. Se encuentra situada entre los ríos Benok y Fadzhako, afluentes del río Jodz, de la cuenca del río Kubán, 8 km al oeste de Mostovskói y 151 km al sudeste de Krasnodar, capital del krai. Tenía 1 839 habitantes en 2010.
Es cabeza del municipio Benokovskoye.

## Historia
La localidad fue fundada en 1894.